# IBA Hamburg (Unternehmen)
Die IBA Hamburg GmbH ist eine städtische Entwicklungsgesellschaft der Freien und Hansestadt Hamburg. Sie wurde ursprünglich als Projektgesellschaft zur Durchführung der Internationalen Bauausstellung (2006–2013) gegründet. Nach deren Abschluss wurde sie aber nicht aufgelöst, sondern von der Behörde für Stadtentwicklung und Wohnen (BSW) als Projektentwickler für verschiedene Hamburger Stadtentwicklungsprojekte eingesetzt.
Die IBA Hamburg verantwortet die Planung, Entwicklung, Vermarktung und Realisierung von zehn Neubauquartieren in drei Hamburger Bezirken auf einer Gesamtfläche von 440 Hektar (Stand 2023). Dort sollen insgesamt rund 17.000 Wohneinheiten zzgl. neuer Arbeitsstätten, Sozial- und Bildungseinrichtungen, Grün- und Freiräume sowie die notwendige technische und energetische Infrastruktur entstehen.
Im Aufsichtsrat der IBA Hamburg sitzen Vertreter der Hamburger Verwaltung. Sitz der Gesellschaft ist das schwimmende Bürogebäude „IBA Dock“ im Müggenburger Zollhafen im Stadtteil Veddel.

## Schwerpunktgebiete
Die Projektgebiete der IBA Hamburg lassen sich in drei geografische Schwerpunkte einteilen:
- In Wilhelmsburg (Bezirk Hamburg-Mitte) setzt die Gesellschaft die von der Internationalen Bauausstellung begonnene Stadtentwicklung weiter fort. Nach Verlegung der Wilhelmsburger Reichsstraße im Oktober 2019 entstehen hier die Quartiere Wilhelmsburger Rathausviertel, Elbinselquartier und Spreehafenviertel. Die städtebaulich-freiraumplanerischen Wettbewerbe sind bereits entschieden. Weiterhin ist die IBA Hamburg mit der Entwicklung des Inselparkquartiers sowie zweier Areale in Georgswerder beauftragt.

- In Neugraben-Fischbek (Bezirk Harburg) entwickelt die IBA Hamburg unter der Dachmarke „Naturverbunden Wohnen“ drei familienfreundliche Wohn- und Arbeitsquartiere: im Vogelkamp Neugraben, Fischbeker Heidbrook und in den Fischbeker Reethen entstehen rund 5.000 neue Wohneinheiten in Einfamilien-, Reihen- und Mehrfamilienhäusern. In den Quartieren gibt es außerdem neue Kitas und Spielplätze, zusätzliche Angebote für Sport und Bewegung, neue Parks und Plätze sowie kleine und größere Gewerbeflächen.

- In Oberbillwerder (Bezirk Bergedorf) entwickelt die IBA Hamburg seit 2016 auf 118 Hektar einen neuen Stadtteil. Dieser wird als Modellstadtteil „Active City“ entwickelt und soll durch die Themen Gesundheit, Ernährung und Sport geprägt werden. Insgesamt sollen hier bis zu 7.000 neue Wohnungen, bis zu 5.000 neue Arbeitsplätze, zahlreiche neue Kitas und soziale Einrichtungen sowie viele Angebote für Sport und Bewegung im öffentlichen Raum entstehen.[2]